# Джалкинская сосновая роща
Джалкинская сосновая роща — памятник природы, расположенный в Гудермесском районе Чечни на территории Джалкинского участкового лесничества вдоль трассы Ростов-Баку в 150 м к югу от села Джалка и в 50 м к западу от дороги к селу Новый Энгеной. В 1967 году для восстановления лесонасаждений на площади 12 га были произведены посадки сосны обыкновенной. На январь 2017 года посадки сохранились на площади 10 га. Средняя высота деревьев составляет 15 м, средний диаметр 24-30 см.
Имеет статус особо охраняемой природной территории регионального (республиканского) значения.